# Ghiandola parotoide

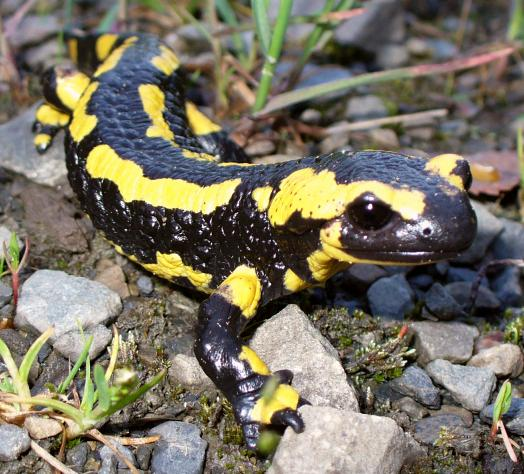
Esemplare di salamandra (Salamandra salamandra). Sulla macchia gialla sul collo dell'animale sono visibili i fori dai quali sono secreti gli alcaloidi della ghiandola parotoide.

Le ghiandole parotoidi sono caratteristiche di alcuni anfibi anuri, come i rospi, e urodeli, come le salamandre. Sono costituite da ammassi di ghiandole granulose situate nella zona del capo dietro agli occhi.
Quando l'animale è oggetto di minacce, possono secernere degli alcaloidi con azione neurotossica, al fine di scoraggiare il predatore.